# Novomikilske (Crimea)
|  | Per a altres significats, vegeu «Novonikólskoie». |

Novomikilske (en (ucraïnès): Новомикільське, en rus: Новоникольское, Novonikólskoie) és un poble de la República Autònoma de Crimea a Ucraïna, que el 2014 tenia 355 habitants. Pertany al districte de Krasnogvardiiske.